# 묘량면
묘량면(畝良面)은 대한민국 전라남도 영광군의 면이다.

## 개요
묘량면은 영광군의 동쪽에 위치하며 군의 관문역할을 한다. 장암산을 줄기로 양분지를 형성한 중산간지이며, 1차 산업인 농업과 축산업이 발달해 있다.

## 행정 구역
- 덕흥리
- 삼학리
- 삼효리
- 신천리
- 연암리
- 영양리
- 운당리
- 월암리

## 문화재
- 영광 신천리 삼층석탑 : 보물 504호, 고려초기
- 영양리 이규헌가옥 : 지방민속자료 22호, 조선초기
- 영양리 이천우 영정 및 이응도 목판 : 문화재자료 146호, 조선초기
- 운당리 영광 묘장영당 : 문화재자료 249호, 조선중기